# Béraunite
La béraunite, est une espèce minérale composée d'hydroxyphosphate de fer hydraté de formule :
Fe2+ Fe3+5 ((OH)5 / (PO4)4) .4H2O

## Historique de la description et appellations

### Inventeur et étymologie
La description en 1841 du minéral par Johann August Friedrich Breithaupt fait référence. Le nom du minéral est inspiré de la localité du topotype : la mine de Hrbek qui se trouve à proximité de la ville de Beraun en Bohême, actuelle république tchèque.

## Gîtes et gisements

### Gîtologie et minéraux associés
La béraunite est un minéral secondaire formé par l'altération de minéraux phosphatés à proximité de fer et de pegmatites, mais il est aussi produit de l'altération de la triphylite.
Minéraux associés :
- Limonite

### Gisements producteurs de spécimens remarquables
- Tchéquie : mine de Hrbek, Beraun, Bohême
- France : Plumelin, Morbihan, Bretagne ; Ébreuil, Auvergne
- Allemagne : Scheibenberg, Saxe